# Swiss Cottage (metropolitan)
Swiss Cottage is een voormalige station van de metro van Londen dat in 1868 werd geopend als het noordelijke eindpunt van de Metropolitan and St. John's Wood Railway (M & StJWR). 

## Plannen
Nadat op 10 januari 1863 de eerste metrolijn ter wereld, de Metropolitan Railway (MR), was geopend werd aan beide uiteinden gewerkt aan verlengingen. Daarnaast werd een zijlijn naar Station Finchley Road & Frognal gepland vanaf Baker Street, de Metropolitan and St. John's Wood Railway (M&StJWR), die in 1864 werd goedgekeurd. Voordat de aanleg begon kreeg de M&StJWR in 1865 toestemming om de lijn noordwaarts door te trekken tot Hampstead hetgeen op sommige kaarten ook werd ingetekend.  Ten noorden van het station Swiss Cottage werd een tunnelgedeelte van 143 m  gebouwd voor de verlenging waarvan het grootste deel werd gebruikt voor de latere verlenging naar het noordwesten. Een kort stuk richting Hampstead bleef ongebruikt en is zichtbaar voor reizigers die in zuidelijke richting met de Metropolitan Line reizen. In verband met problemen rond de bekostiging werd de lijn enkelsporig gebouwd en werd Swiss Cottage het noordelijke eindpunt. 

## In bedrijf
Op 13 april 1868 opende het eerste deel tussen Baker Street en Swiss Cottage.
Op 26 april 1868 raakten drie mensen gewond toen twee treinen frontaal op elkaar botsten in het station. Dit was het gevolg van een fout van een seinhuiswachter, waardoor een aankomende trein verkeerd binnenreed op het spoor waar een andere trein stond in afwachting van vertrek.
In 1870 werden de plannen voor de lijn gewijzigd, in plaats van een tunnel naar Hampstead werd Kingsbury in het noordwesten het nieuwe beoogde eindpunt. In 1873 kreeg de M&StJWR toestemming om haar spoorlijn door te trekken naar Kingsbury en een tweede spoor toe te voegen tussen Swiss Cottage en Baker Street. De eerste verlenging tot West Hampstead werd op 30 juni 1879 geopend als een tijdelijke enkelsporige pendeldienst van Swiss Cottage in afwachting van de voltooiing van Willesden Green op 24 november 1879. De MR nam op 1 april 1882 de M&StJWR over en van dubbelspoor voorzien. De lijn werd vervolgens in fasen verlengd tot Watford, Aylesbury, Chesham en Uxbridge.  
In de jaren 1920 sloopte de MR het stationsgebouw op straatniveau aan de westkant van Finchley Road en verving het door een winkelgalerij en drie ingangen naar het station. Dit gebouw werd opgetrokken naar de ontwerpen van C. W. Clark, de huisarchitect van MR.

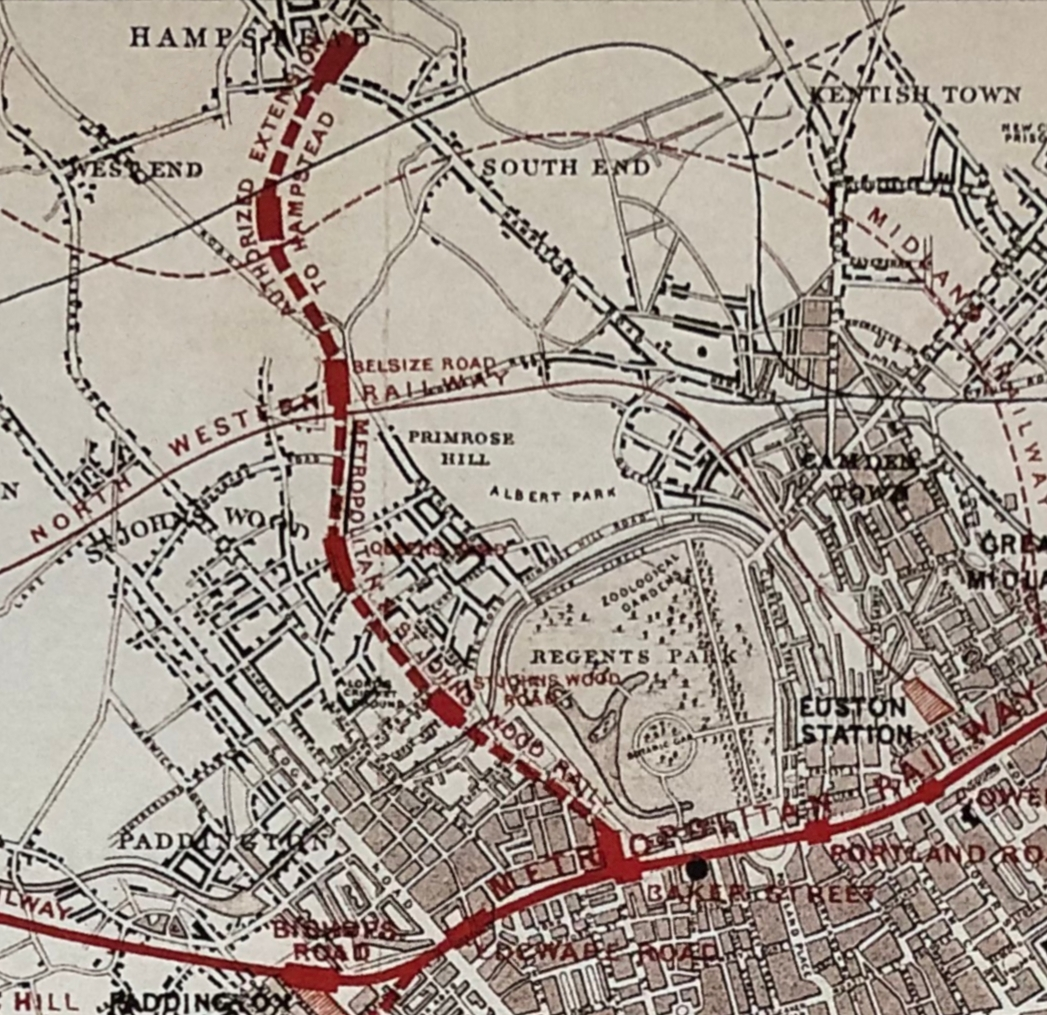
De plannen uit 1867.
De gesloten stations tussen Baker Street en Finchley Road.
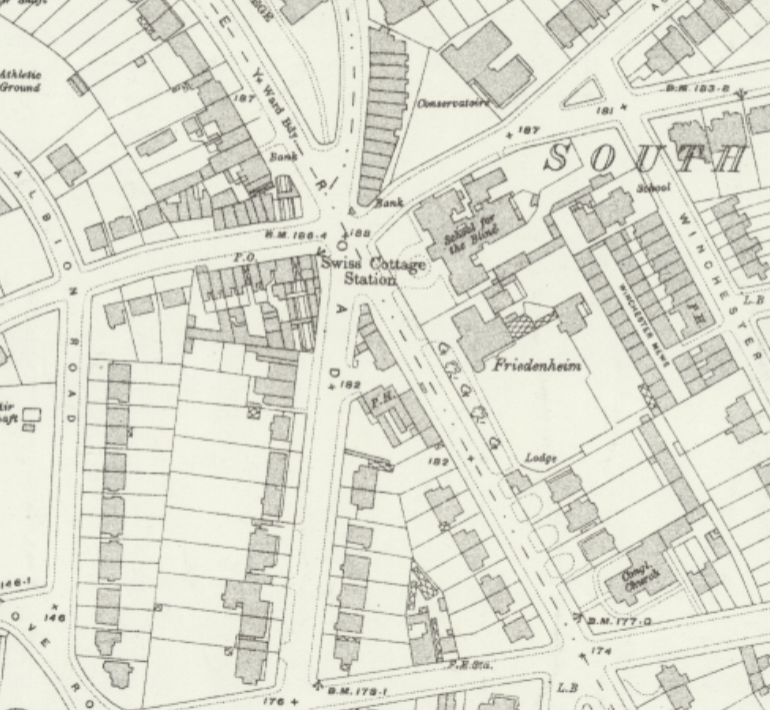
Swiss Cottage op de kaart van 1915.

## London Transport
Door de verlengingen en vertakkingen aan de westkant en de nieuwe woonwijken, metroland, in het noordwesten werd de overgang van de viersporige bovengrondse lijn op de dubbelsporige tunnel in toenemende mate een flessenhals. In 1933 werd het OV in Londen genationaliseerd in de London Passenger Transport Board die met het New Works Programme 1935 – 1940 kwam om knelpunten in het metronet op te lossen en nieuwe wijken op de metro aan te sluiten. 
Een van de maatregelen was de bouw van geboorde tunnels tussen Finchley Road en Baker Street om extra capaciteit te creëren. Deze tunnels werden bij Baker Street aangesloten op de Bakerloo line en bij Finchley Road op de sporen die de Metropolitan Line voor de stopdiensten naar Stanmore gebruikte. De stopdiensten op de Stanmore-tak gingen per 20 november 1939 over op de Bakerloo line die via de nieuwe tunnels (spoor 3 & 4) op 17 meter diepte ging rijden. Aanvankelijk bleven de perrons uit 1868 als spoor 1 en 2 in gebruik door de Metropolitan Line. Bezuinigingen in verband met de Tweede Wereldoorlog leidden echter tot sluiting van het deel uit 1868 op 17 augustus 1940. Het MR-stationsgebouw werd in de jaren 1960 gesloopt om de verbreding van Finchley Road mogelijk te maken, maar het voormalige perrongebied is nog ten dele aanwezig.